# ウェンディ・マッケナ
ウェンディ・マッケナ（Wendy Makkena、 本名：Wendy Rosenberg Makkena、出生名：Wendy Allegra Rosenberg、1958年10月4日 - ）は、アメリカ合衆国の女優、実業家、演技コーチ。ニューヨークの有名な占星家ダイアナ・K・ローゼンバーグの娘で、『天使にラブ・ソングを…』のシスター・メアリー・ロバート役でよく知られている。

## 経歴
ベルリン生まれのドイツ系ユダヤ人であるウェルナー・ローゼンバーグとニューヨーク生まれの占星術師であるダイアナを両親として、1958年ニューヨークで生まれる。
8歳からハープを始め、10歳から名門ジュリアード音楽院でハープを学びカーネギーホールでの演奏経験も積む。さらにアメリカン・バレエ団NY校にも10年間在籍し、当初はダンスを専攻していたが、脚の負傷を機に演技に転向する。
1982年から舞台女優として活動を始め、1987年に『ピグマリオン』でブロードウェイデビュー。1989年『Lend Me a Tenor』で評判となり、1991年『The American Plan』で絶賛される。1999年にはトニー賞ベスト新作プレイ部門に輝いた『Side Man』に主演した。
映像作品の分野においては1986年にテレビ番組の『サンタ・バーバラ』でメディアに初進出し、1988年の『エイトメン・アウト』で映画デビュー。その後、テレビ番組の『ロー&オーダー』や『NYPDブルー』などに特別出演した。

1992年には、映画出演2作目となるウーピー・ゴールドバーグ主演の大ヒットコメディ『天使にラブ・ソングを…』にて内向的だが歌の才能がある修道女シスター・メアリー・ロバート役を演じたことで知名度を上げ、続編にも同役で続投した。同時期からテレビに進出してテレビ映画への出演やシリーズもののゲスト出演を多くこなし、1997年にコメディ映画『エア・バディ』に出演、翌年の1998年にはインディーズ映画『Finding North』に主演した。

その後は、『The Job』や『I LOVE オリバー』、『Listen Up』など、テレビ番組に多く出演した。2000年代以降は映画への出演は散発的になっており、主にテレビドラマへの出演が多い。
私生活においては1997年に演技コーチ、舞台演出家、プロデューサーのボブ・クラッカワーと結婚し、子供を1人もうける。
2013年に起業し、一人娘のRubyの名を関した、低糖質・乳製品不使用・フルーツや野菜由来の素材を用いたアイスキャンディーなどを扱うメーカー「Ruby Rockets」を立ち上げた。この他、ミュージシャン、演技コーチとしても活動している。

## 備考
- ウェンディの父ウェルナーは先述の通りユダヤ人でなおかつホロコーストの生還者であり、彼女の祖父母もユダヤ人である。また母ダイアナも4分の3がユダヤ系（アルザス系、オーストリア系、ドイツ系、イギリス系、フランス系、ジャマイカ系)、4分の1がキューバ系という血筋である他、父方母方双方の親族にもユダヤ系の人物が多い[1]。
- 『天使にラブ・ソングを…』シリーズの挿入曲の歌唱部分はアンドレア・ロビンソンが吹き替えている。唯一本人が歌っているのは、『天使にラブ・ソングを2』のエンディングテーマ「エイント・ノー・マウンテン・ハイ・イナフ」（Ain't No Mountain High Enough）である。このことについて、「『歌えます』と言って恥をかいたの」と語っている。
- 『天使にラブ・ソングを…』のビデオ・LDに収録されている特典映像にはイメージソング「イフ・マイ・シスターズ・イン・トラブル」（If My Sister's In Trouble）にあわせて踊るウェンディを見ることができる。この映像はDVDには収録されていないが、ブルーレイ版には改めて収録されている。
- 『クール・ランニング』の特典映像にも他のシスター役と一緒に登場する。

## 主な出演作

### 舞台
- Pygmalion (1987)
- Lend Me a Tenor (1989)
- The American Plan（1991)
- Side Man (1999)

### テレビドラマ
- サンタ・バーバラ Santa Barbara (1986) - ケイティ・ティモンズ
- モンスターズ Monsters (1989-1991) 第3シーズン第18話 - マギー・プライス
- A League of Their Own (1993) - メイ・モルダビト 　※映画『プリティ・リーグ』のテレビシリーズ版
- I LOVE オリバー（英語版） Oliver Beene (2003) -シャーロット・ビーン 　※2005年にNHK教育テレビで放映された。
- デスパレートな妻たち Desperate Housewives (2004-2012) - ゲスト出演 ※第5シーズン

### 映画
- エイトメン・アウト Eight Men Out (1988) - ケイト・ジャクソン
- 天使にラブ・ソングを… Sister Act (1992) - シスター・メアリー・ロバート
- 天使にラブ・ソングを2 Sister Act2: Back in the Habit (1993)- シスター・メアリー・ロバート
- 僕たちのサマーキャンプ/親の居ぬ間に… Camp Nowhere (1994) - セレステ・ダンバー
- Napoleon (1995) - ナポレオンの母、耳のないワラビー ※声の出演
- デス・クリフ Death Benefit (1996)
- エア・バディ Air Bud (1997) 　- ジャッキー
- Finding North (1998) - ロンダ・ポーテリ (主演)
- 消されたヘッドライン State of Play (2009) - グリア・ソーントン
- ザ・ディスカバリー The Discovery (2017) - マギー
- Wanderland (2018) - サンディ・タナー
- Fare Market Value (2019) - ジェシカ
- 幸せへのまわり道 A Beautiful Day in the Neighborhood (2019) - ドロシー
- 明日の恋の見つけかた The Tomorrow Man (2019) - ビヴァリー・セント・マイケルズ
- Spiked (2021) - マーガレット

### テレビ映画
- Black Magic (1992)
- アーミー・エンジェル Serving in Silence: The Margarethe Cammermeyer Story (1995)
- N.Yコレクション On Seventh Avenue (1995)- ナディン・ジェイコブス (主演)